# Louis Robert de Beauchamp
Pour les articles homonymes, voir de Beauchamp.
Le capitaine Louis Robert de Beauchamp est un aviateur français de la Première Guerre mondiale, né à Senlis le 4 octobre 1887 et abattu en vol le 17 décembre 1916.

## Biographie
Élève de l'École spéciale militaire de Saint-Cyr en 1910, il en est sorti officier de cavalerie et passa son brevet de pilote aviateur militaire en 1912. Au début de la guerre, Louis Robert de Beauchamp (Robert de Beauchamp étant le nom de famille complet) fut nommé commandant de l'escadrille N 23 (en) sur le front de l'Est. Il eut sous ses ordres Garros, Lenoir, Gilbert, Casale, Brindejonc des Moulinais, Goüin, Bobba, Marc Pourpe, Ingold...
En juillet 1916, il avait trois avions et un drachen abattus à son actif, ainsi que deux raids de bombardement sur Essen et Munich.

## Distinctions
- Officier de la Légion d'honneur (1916)[1]
- Croix de guerre 1914-1918 (7 palmes, 7 citations dont 3 à l'ordre de l'armée)
- Médaille militaire italienne.